# Takáts László (építész)
Takáts László (Muraszombat, 1880. május 13. – Halics, 1916. szeptember 11.) magyar építész.

## Családja
Édesapja, Takács R. István Kőszegről származott, tanító volt a murahalmosi általános iskolában. Édesanyja, Lovassy Lutter Gabriella Szigetváron született. A család 1884-ben Muraszombatba költözött, édesapját az akkor alapított muraszombati állami elemi iskola igazgatójává nevezték ki. Takáts Lászlót a csendlaki plébánia születési és keresztelői könyvében Takácz László Jenő néven jegyezték be. Nevét 1905-ben hivatalosan Takátsra változtatta. Édesanyját féléves korában elveszítette, ezért gyermekkorát anyai nagyapjánál töltötte.

## Tanulmányai, munkássága
Általános iskolai tanulmányait Muraszombatban végezte, majd a kőszegi jezsuita gimnáziumban végezte el a középiskola első négy évét, a második négy évet pedig Szombathelyen. Középiskolai tanulmányai idején Mária Terézia-ösztöndíjat kapott. Egyetemi tanulmányait a budapesti Műegyetemen végezte; 1903-ban szerezte meg diplomáját kitűnő eredménnyel.
Az egyetem után Klosterneuburgban teljesített önkéntes katonai szolgálatot. Ezután a kiváló tanulmányi eredményeiért kapott ösztöndíjjal tanulmányútra ment Olaszországba, majd Németországba. Berlinben Johannes Otzen tanítványa volt, és a templomépítészettel foglalkozott.
Az 1906/1907-es tanévtől tanársegéd lett a Műegyetemen Pecz Samu mellett, ezután az Országház főépítészeként dolgozott; e feladatra Justh Gyula választotta ki 45 pályázó közül. 1912-től az Országgyűlési Alkalmazottak Nyugdíjpótló és Segítő Egyesülete elnöke volt. 1910-ben barátjával és kollégájával, Tornallyay Zoltánnal Budapesten építészirodát nyitott.

### Alkotásai
Takáts László munkásságnak elkészült épületei leginkább a Muravidéken maradtak fenn. Közülük több a kor jellegzetes, jelentős építészeti alkotása. Kiemelkedik közülük a muraszombati Szent Miklós-székesegyház nagyszabású kibővítése, átépítése.
További munkái:
- A Vratarics-féle ház (Muraszombat, Slovenska ulica 45.)
- Lendva, Fő utca 46.
- A Délvasmegyei Takarékpénztár épülete (Muraszombat, Slovenska ulica 41.)
- A muraszombati közkórház bővítése
- A battyándi (Puconci) református templom felújítása
- A Dr. Sömen Lajos-féle ház (Muraszombat, Slovenska ulica 42.)
- A kecskeméti református templom felújítása az 1911. július 8-i földrengés után

Takáts a fentieken kívül számos más terven, épületen is dolgozott, de ezekről a munkáiról nem maradtak fenn pontosabb adatok. Általában állandó partnerével, Tornallyay Zoltánnal közösen részt vett és díjat nyert az új budapesti városháza építésére, és a Vác városrendezésére, a budapesti Ferenc József jubileumi templom építésére kiírt pályázatokon is. Egy nagyváradi uszoda építésére készült tervük első díjat nyert a pályázaton, de az épület nem valósult meg.
1909 körül részt vett a Műegyetem tervezési munkálataiban Pecz Samu mellett.

## Katonai szolgálata, halála
Az első világháborúban katonai szolgálatra hívták be. Kezdetben tartalékos hadnagyként a komáromi utásziskolának lett a parancsnoka, innen ment az orosz frontra. 1916. szeptember 11-én a komáromi cs. és kir. árkászkülönítmény parancsnokaként golyó által veszítette életét a Kelet-Galíciában, Halics közelében.

## Egyéb irodalom
- (szerk.) Rozsnyai József: Építőművészek a historizmustól a modernizmusig, Terc Kereskedelmi és Szolgáltató Kft. Szakkönyvkiadó Üzletága, Budapest, 2018, ISBN 978-615-5445-52-1